# 辜公亮基金會
醫療財團法人辜公亮基金會 （页面存档备份，存于）是臺灣水泥股份有限公司等法人捐助的醫療財團法人，以癌症之整體性治療、研究以及有關醫事人員之培育為宗旨，所屬醫療機構為和信治癌中心醫院。

## 外部連結
- 官方网站
- 和信醫院 （页面存档备份，存于）